# 科学网
科学网（英文：ScienceNet），是由中国科学院、中国工程院和国家自然科学基金委支持的中文综合性科学网站，于2007年1月18日正式上线，目标是构建全球华人科学社区。旗下的科学网博客为实名博客，属科学技术类博客群之一，截止到2010年6月30日20时，开通博客的博主有5553位。
科学网称其在全球科学类中文网站中排名首位。除了科教界以外，社会上发生的大事也经常会在科学网引起广泛讨论。
很多博客文章探讨最新科技动态、中国的科研体制、诺贝尔奖、海归科技人员的人生职业规划、科技人员创业、论文发表等等热门话题。科学网博客还发起有“CN域名杯全国青年科学博客大赛”，“年度人物推荐”等活动。

## 著名博主
很多著名华人科学家在科学网博客上都拥有自己的主页，并定期更新。著名博主包括：
- 何毓琦（Yu-Chi Ho），哈佛大学、清华大学教授，美国工程院院士，中国科学院、工程院外籍院士
- 王鸿飞，美国西北太平洋国家实验室首席科学家
- 李小文，电子科技大学自动化工程学院教授，中科院遥感所所长，仙逝
- 曹聪，纽约州立大学国际关系和商业研究生院高级研究员
- 武夷山，中国科技信息研究所研究员
- 科学松鼠会，科普团体

## 历史
- 2007年1月18日，科学网正式上线
- 2008年4月，出版第一本科学网博文精选集《智者不惑》
- 2008年9月-12月，举办首届全国青年科学博客大赛
- 2009年7月，出版第二本科学网博文精选集《流动的科学》
- 2009年11月，何毓琦博文精选集《科学人生纵横》出版
- 2010年4月-2010年6月，举办第二届全国青年科学博客大赛
- 2010年4月12日，开通新浪微博
- 2010年7月7日，科学网成立“顾问博主委员会”
- 2011年12月30日，Alexa网站显示：科学网全球排名三个月平均为8220，中国网站排名为1184

## 争议事件
2010年6月28日，科学网编辑部刊登公告称另一域名为kexue.com的网站为冒牌科学网；28日和29日kexue.com对此作出回应。 

## 影响与评价
科学网作为一个较为规范、专业的科学社区，除了对研究人员之间思想交流以及科学知识普及等起到一定促进作用外，对学术界的争鸣以及学术打假亦有影响。比较有影响的事件如：
饶崔之争：北大生命科学院院长饶毅与北大退休教授崔克明分别在科学网实名博客为自己的观点辩护，《自然》杂志对此发表社论进行了报道；
西安交大造假事件：陈永江等西安交大教授在科学网上撰写博文揭露陈连生造假一事，后被焦点访谈曝光而使该造假事件最终得到处罚。
尽管科学网博客及博文数量还在持续增加中，但目前实名注册博客也仅5千多，与中国上百万的科研人员相对，比例仍然很低。此外，由于科学网三条红线的实施、政治上等敏感问题讨论的限制及科学网娱乐化等问题，导致流失了不少有影响力的博主，如李淼、李亚辉等。